# Pabellón Azul
Pabellón Azul (en inglés: Blue Ensign) es la denominación común que recibe un pabellón nacional del Reino Unido que es utilizado como pabellón institucional por algunos organismos de la administración británica, como pabellón civil en aquellos buques mercantes cuya tripulación o cuyo capitán sean miembros de la Marina Real Británica retirados o en la reserva, o como pabellón especial para embarcaciones de recreo en aquellos yates de socios de los siguientes clubes náuticos:
| - Royal Albert Yacht Club - Royal Anglesey Yacht Club - Royal Cinque Ports Yacht Club - Royal Cruising Club - Royal Dorset Yacht Club - Royal Engineer Yacht Club - Royal Gourock Yacht Club - Royal Highland Yacht Club - Royal Marines Sailing Club - Royal Motor Yacht Club - Royal Naval Sailing Association | - Royal Naval Volunteer Reserve Yacht Club - Royal Northern and Clyde Yacht Club - Royal Scottish Motor Yacht Club - Royal Solent Yacht Club - Royal Southern Yacht Club - Royal Temple Yacht Club - Royal Thames Yacht Club - Royal Western of England Yacht Club - Royal Western of Scotland Yacht Club - Sussex Motor Yacht Club |

Es una bandera azul, de proporciones 1:2, con la Union Jack en el cantón.

## Historia

Pabellón Azul utilizado en el y hasta 1707.

Pabellón Azul entre 1707 y 1801

El Pabellón Azul era originalmente el pabellón utilizado por uno de los tres escuadrones de la Marina Real británica, el escuadrón azul. En 1864 se limitó su uso a aquellos barcos que estuviesen prestando un servicio de carácter civil pero capitaneados por un oficial de la Marina Real. Posteriormente se amplió a aquellos barcos mercantes entre cuya tripulación se encontrase personal retirado de la Marina Real o en la reserva, o patroneados por un capitán en esa situación.
El Almirantazgo británico también expidió permisos especiales para utilizar el Pabellón Azul en las embarcaciones de los socios de algunos clubes náuticos, muchos de los cuales aún son válidos en la actualidad.
Originalmente, el Pabellón Azul consistía en un paño azul con la bandera de Inglaterra en el cantón. En 1707, tras la firma del Acta de Unión, la bandera del Reino Unido sustituyó a la de Inglaterra en el cantón. 
Em 1801, aprobado la nueva acta de la Unión, el Pabellón Azul incorporó la nueva bandera del Reino Unido al cantón y así se mantiene hasta nuestros días.